# Just Kids (comic strip)
Just Kids est une série de bande dessinée de l'Américain Ad Carter (en) lancée par King Features Syndicate dans la presse américaine en 1923. Sa bande quotidienne a été publiée jusqu'en 1947 et la planche dominicale jusqu'au décès de l'auteur de 1957.
Cette bande dessinée humoristique met en scène la vie quotidienne d'une bande de garçons dans une banlieue américaine indéterminée, thème alors très commun, bien que Carter se soit plus spécifiquement inspiré (graphiquement comme narrativement) des Reg'lar Fellers (en) de Gene Byrnes.